# Vanessa Lengies
Vanessa Lengies est une actrice canadienne née d'un père allemand et d'une mère égyptienne à Montréal le 21 juillet 1985.

## Filmographie

### Cinéma
- 2005 : Service non compris (Waiting...) : Natasha
- 2005 : L'Homme parfait (The Perfect Man) : Amy Pearl
- 2006 : The Substance of Things Hoped For : Daphne
- 2006 : Stick It : Joanne
- 2008 : Extreme Movie : Carla
- 2015 : We Are Your Friends : Mel
- 2016 : Happy Birthday : Katie Elizondo

### Télévision
- 1995 : The Little Lulu Show (Saison 2) : Annie Inch
- 1996 : Arthur : Emily (voix)
- 1998 : Radio Active : Sarah Leigh
- 1999 : Fais-moi peur ! : Evangeline
- 2000 : For Better or for Worse
- 2000 : Ratz : Marci Kornbalm
- 2002 - 2005 : Mes plus belles années (American Dreams) : Roxane Bojarski
- 2005 : Touche pas à mes filles (Saison 3 Episode 21) : Monica
- 2006 : Ghost Whisperer (Saison 1; épisode 20) : Caitlin Emerson
- 2007 : Moonlight : Leni Hayes
- 2009 - 2011 : Hawthorne : Infirmière en chef : Infirmière Kelly Epson
- 2009 : Médium (Saison 5 Épisode 6) Apocalypse... Now? Zoey Lehman
- 2010 : Les Experts : Miami (Saison 9 Episode 6) : Shea Williamson
- 2011 : Castle : Eliza Winter
- 2011 - 2013 : Glee : Sugar Motta (saisons 3,4 et 6, 26 épisodes)
- 2014 : Mixology : Kacey
- 2015 : Resident Advisors : Marissa (4 épisodes)
- 2016 : Second Chance : Alexa (11 épisodes)
- depuis 2016 : Lego Star Wars: The Freemaker Adventures : Kordi Freemaker (voix, 13 épisodes)
- 2019 : Le charme de Noel : Chelsea Simms
- 2020 : Noël le cœur en fête : Sam Wallace
- 2021 : Turner & Hooch (TV series)
- 2022 : Il faut sauver la boutique de Noël (Christmas in Toyland) de Bill Corcoran : Charlie Sawyer
- 2023 : True Lies
- 2023 : Un Souhait magique pour Noël (Take me back to Christmas) : Renée